# Rue des Américains
La rue des Américains est une voie de circulation de la commune française de Colmar.

## Situation et accès
Cette voie de circulation, d'une longueur de 335 m, se trouve dans le quartier sud.
On y accède par l'avenue Georges-Clemenceau, le boulevard Saint-Pierre, les rues du Manège et de la Concorde.
Cette voie n'est pas desservie par les bus de la TRACE.

## Historique
La rue s'appelait auparavant rue Pétain. Elle a été renommée après la Seconde Guerre mondiale.

## Bâtiments remarquables et lieux de mémoire

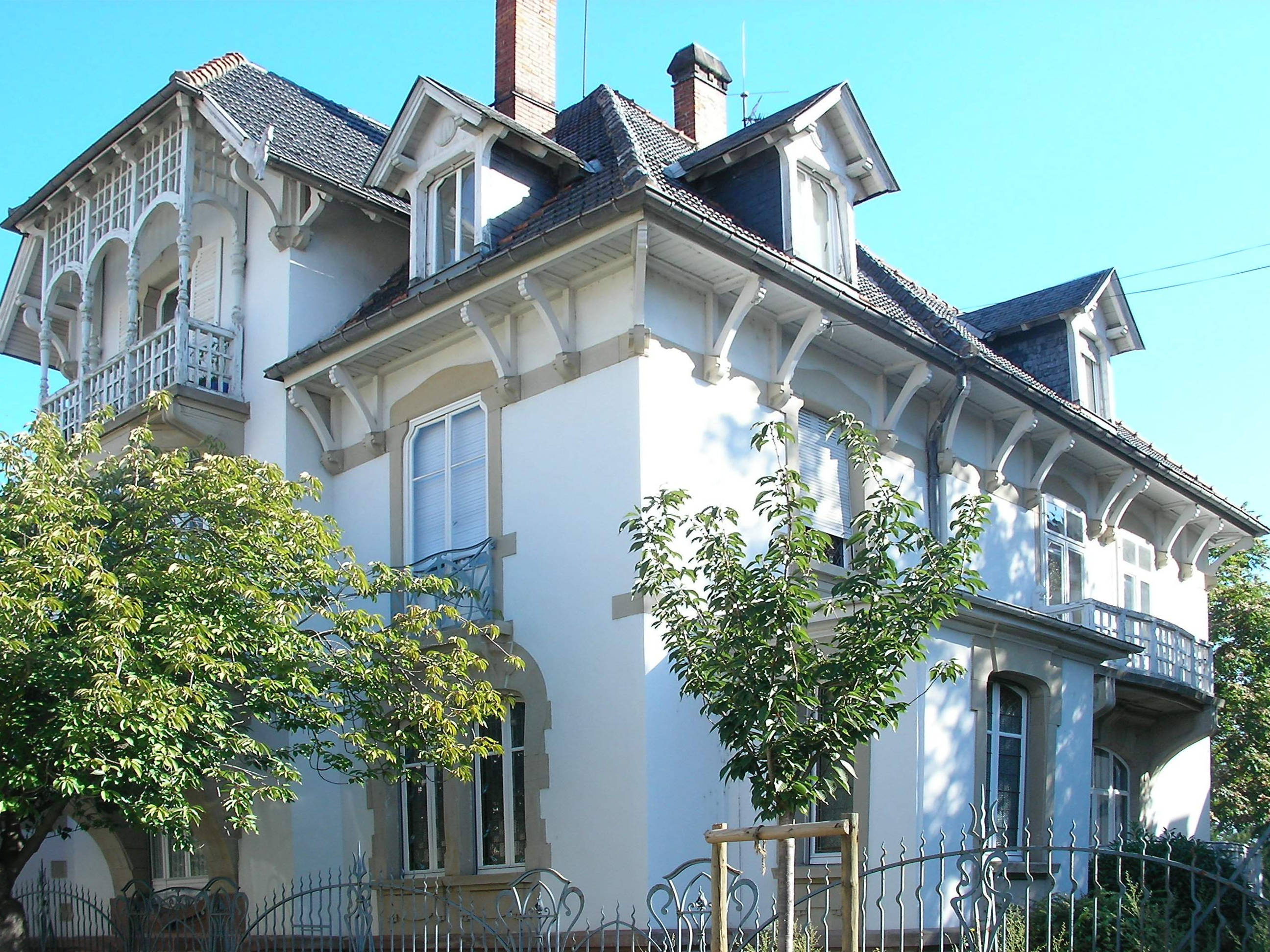
Villa Boeschlin (1900) au no 5 Inscrit MH (1997)